# Eulasia fastuosa
Eulasia fastuosa är en skalbaggsart som beskrevs av Edmund Reitter 1890. Eulasia fastuosa ingår i släktet Eulasia och familjen Glaphyridae. Inga underarter finns listade i Catalogue of Life.

## Bildgalleri

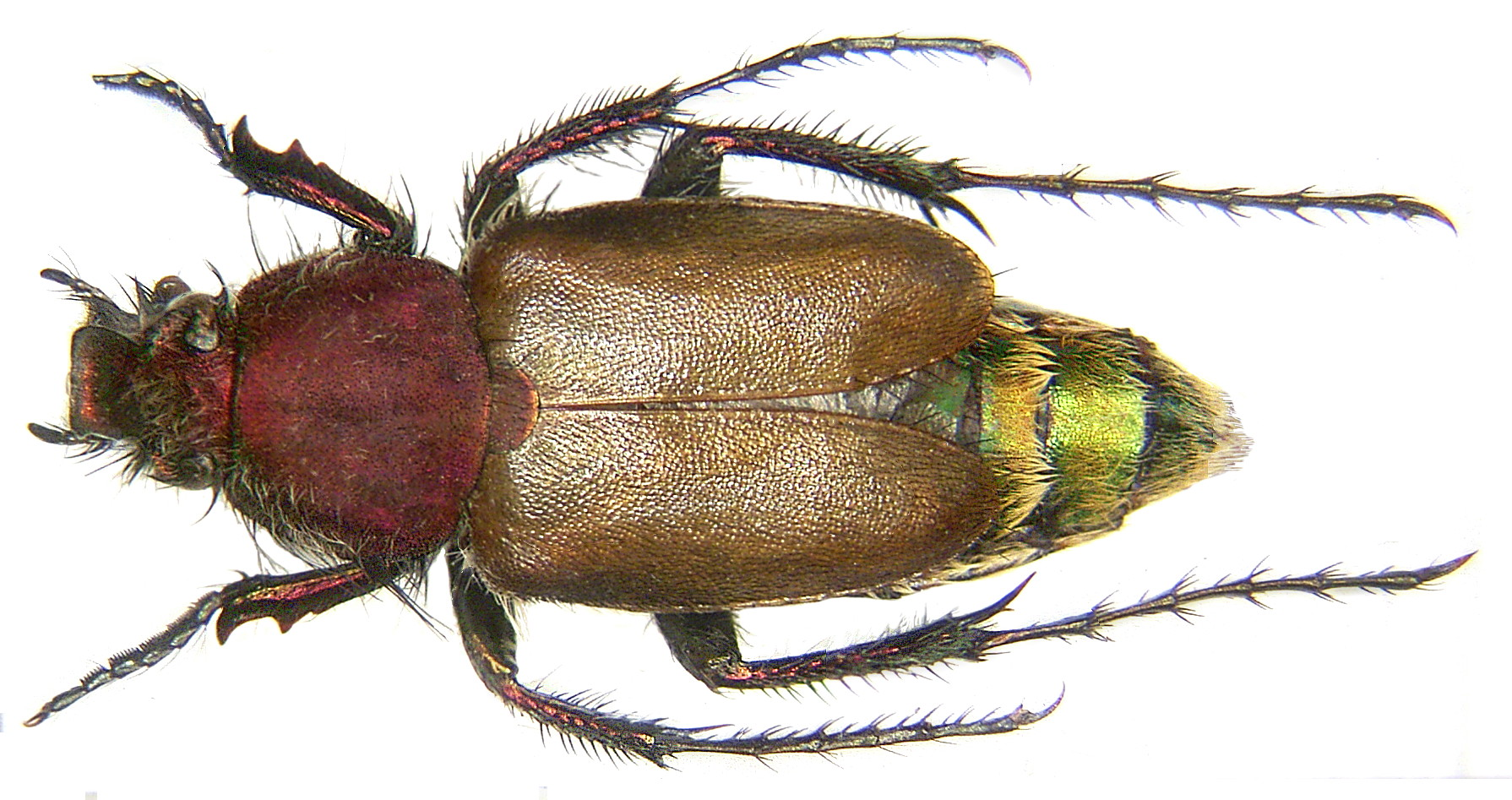